# Leen Laenens
Leen Laenens (Borgerhout, 18 mei 1952) is een Belgisch voormalig politica van Agalev.

## Levensloop
Laenens studeerde in 1973 af als industrieel ingenieur in tropische en subtropische landbouw aan de Universiteit Gent. Na haar studies ging ze aan de slag in Rwanda, als medewerker voor de FAO, de Voedsel- en Landbouworganisatie van de Verenigde Naties. Terug in België volgde ze een licentie in de menselijke ecologie aan de Vrije Universiteit Brussel, die ze in 1989 voltooide. Van 1990 tot 1999 werkte ze als coördinator voor de ngo Vlaams Overleg Duurzame Ontwikkeling (VOGO).
In Malle werd Laenens actief in de Groepering Inspraak & Milieu (Grim), van waaruit ze in de partij Agalev verzeilde. Van 1995 tot 2007 was ze voor de lokale lijst DBM gemeenteraadslid van Malle, waar ze van 1995 tot 2000 schepen was, met de bevoegdheden Leefmilieu, Jeugd, Gelijke Kansen en Mondiaal Beleid.
Van 1999 tot 2003 zetelde ze in de Kamer van volksvertegenwoordigers als opvolgster van toenmalig staatssecretaris van Ontwikkelingssamenwerking Eddy Boutmans. Ze hield er zich voornamelijk bezig met buitenlandse aangelegenheden, landbouw en onderwijs. Tevens was ze plaatsvervangend lid van de Raadgevende Interparlementaire Beneluxraad.
Na haar nationale politieke carrière was Laenens van 2004 tot 2009 coördinator beleid en wetgeving en van 2009 tot 2012 directeur van BioForum Vlaanderen en van 2006 tot 2009 voorzitter van Oxfam-wereldwinkels. In 2013 werd ze voorzitster van Velt, waar ze in 2023 werd opgevolgd door Paul Ongenaert.